# Luigi di Nocera
Il conte Luigi di Nocera (Secondigliano, 19 ottobre 1826 – Napoli, 13 gennaio 1902) è stato un nobile, banchiere, imprenditore, filantropo e allevatore di purosangue italiano, pioniere nel Mezzogiorno dell’industria di tessuti misti di lana e cotone e del credito popolare, nonché fondatore della banca BPS.

## Biografia

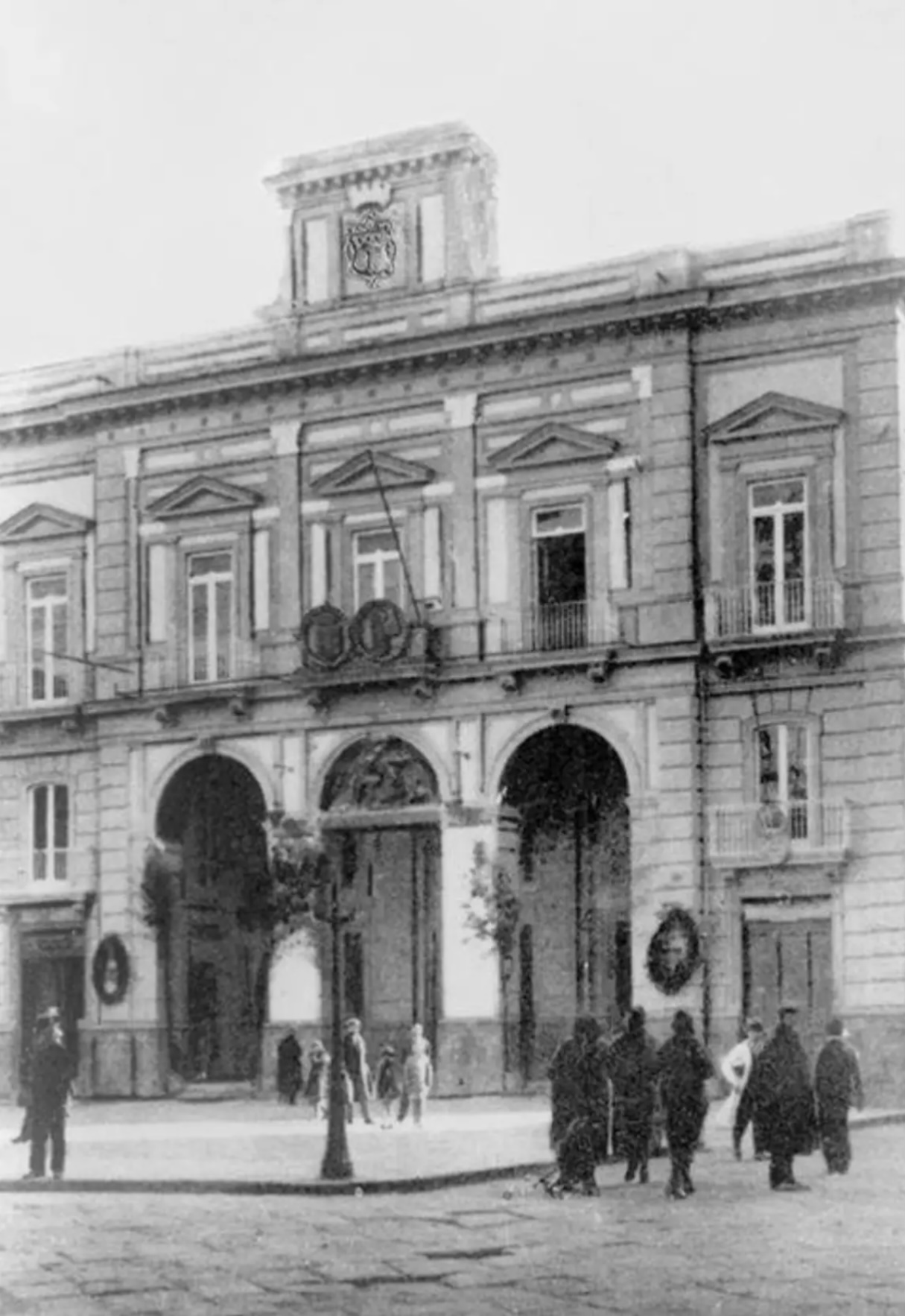
Casa comunale sita in Piazza Luigi di Nocera, da egli edificata nel XIX secolo

Figlio del conte Cosmo di Nocera, intraprese la carriera di industriale tessile, subentrando al padre nell'amministrazione degli opifici di famiglia. Fu cugino di primo grado di don Pietro di Nocera e consuocero dei marchesi Moscatelli di Castelvetere.
Con la sua gestione, la ditta di famiglia divenne la maggiore produttrice di tessuti misti di lana e cotone nell'Italia meridionale.
Nel 1883, per atto del notaio Francesco Mele, fondò la BPS, con sede in Secondigliano, allora importante polo industriale, dando impulso al nascente movimento cooperativo nell'ambito del credito popolare con l'intento di combattere l'usura, come si evince dal testo originario dello statuto: "Preferendo mai sempre il servizio de' prestiti sopra i pegni, di cui la cittadinanza […] meno agiata ha tanto bisogno per distruggere l'usura".
L'istituto di credito popolare, tra i più antichi d'Italia, fu attivo particolarmente, sotto la sua presidenza, nello sviluppo urbano e nella crescita economica della città metropolitana di Napoli, prestando denaro a privati e comuni e partecipando attivamente al Risanamento di Napoli. La società si fuse con la Banca di Credito Popolare nel 1971, in seguito allo scioglimento degli organi elettivi dell'istituto, operante da quasi un secolo, su decisione dell'allora ministro del Tesoro Emilio Colombo, con la conseguente nomina di un apposito commissario straordinario.
Contestualmente all'attività imprenditoriale, Luigi di Nocera fu allevatore di purosangue e prese parte alla vita pubblica, venendo eletto per 5 lustri consecutivi sindaco di Secondigliano. In qualità di amministratore locale conseguì significativi successi per il territorio, come l'edificazione di un nuovo municipio, l'estensione della rete dell'acquedotto del Serino, nosocomi, scuole e la realizzazione di nuove strade.
Spentosi nel 1902, fu sepolto in una delle cappelle gentilizie dei Conti di Nocera in Napoli. A lui fu dedicata un'importante piazza di Napoli.